# Превратности судьбы (фильм, 1990)
«Превратности судьбы» (англ. Fools of Fortune; другие названия — «Глупцы судьбы», «Пасынки удачи») — кинофильм режиссёра Пэта О’Коннора. Экранизация произведения Уильяма Тревора.

## Сюжет
Ирландия, начало 20-х годов XX века. Протестантская семья Куинтонов ведёт мирную жизнь в своём поместье. Мистер Куинтон пользуется всеобщим уважением, однако когда один из его работников был обвинён в шпионаже в пользу Великобритании и убит, ответственными и виновными в шпионаже признаются также Куинтоны. Ирландские националисты врываются в дом и убивают всех, кроме Миссис Куинтон, её восьмилетнего сына Вилли и служанки.
Проходят годы. Выросший Вилли заботится о своей матери, находящейся в депрессии и злоупотребляющей алкоголем. Вилли не забыл сержанта Радкина, убившего отца семейства на глазах у мальчика. Жизнь постепенно налаживается, юноша встречает и влюбляется в Марианну, подругу детства. В её объятиях он пытается забыть кошмарное прошлое.
Когда мать кончает жизнь самоубийством, жажда мщения вновь захватила Вилли, и он отправляется на поиски Радкина и убивает его. В отчаянии мститель скрывается в Уэльсе, а беременная Марианна, тем временем, находит убежище у тётушек Вилли.